# Benoicanthus gruicollis
Benoicanthus gruicollis är en akantusväxtart som först beskrevs av Raymond Benoist, och fick sitt nu gällande namn av Hermann Heino Heine och A. Raynal. Benoicanthus gruicollis ingår i släktet Benoicanthus och familjen akantusväxter. Inga underarter finns listade i Catalogue of Life.